# کیسی رامیرز
کیسی رامیرز (انگلیسی: Casey Ramirez؛ زادهٔ ۸ دسامبر ۱۹۸۹) بازیکن فوتبال اهل ایالات متحده آمریکا است.
از باشگاه‌هایی که در آن بازی کرده‌است می‌توان به باشگاه فوتبال پورتلند تورنز اشاره کرد.